# Maybe You're the Problem
Maybe You're the Problem è un singolo della cantante statunitense Ava Max, pubblicato il 28 aprile 2022 come primo estratto dal secondo album in studio Diamonds & Dancefloors.

## Pubblicazione
L'artista ha menzionato per la prima volta il titolo della canzone il 3 marzo 2022 durante l'evento Billboard Women in Music. Dopo aver anticipato il singolo tramite alcuni snippet pubblicati su TikTok, il 14 aprile 2022 ha svelato la copertina e la data di pubblicazione. Il giorno antecedente l'uscita ha condiviso un'anteprima del video musicale.

## Promozione
Il 1º giugno 2022 l'artista si è esibita con Maybe You're the Problem al Today Show dove ha annunciato il titolo dell'album di provenienza.

## Video musicale
Il video è stato diretto da Joseph Kahn, che aveva già collaborato con la cantante per la clip di Torn nel 2019, ed è stato reso disponibile in concomitanza con l'uscita del singolo.

## Tracce
Testi e musiche di Amanda Ava Koci, Alexander Izquierdo, Henry Walter, Jonas Jeberg, Marcus Lomax e Sean Douglas.
Download digitale, streaming
1. Maybe You're the Problem – 3:10

Download digitale, streaming – Crush Club Remix
1. Maybe You're the Problem (Crush Club Remix) – 3:02

Download digitale, streaming – MOTi Remix
1. Maybe You're the Problem (MOTi Remix) – 2:45

Download digitale, streaming – Las Bibas from Vizcaya Remix
1. Maybe You're the Problem (Las Bibas from Vizcaya Remix) – 4:05

## Classifiche

### Classifiche settimanali
| Classifica (2022) | Posizione massima |
| ----------------- | ----------------- |
| Austria           | 75                |
| Belgio (Fiandre)  | 22                |
| Germania          | 65                |
| Norvegia          | 34                |
| Paesi Bassi       | 71                |
| Polonia           | 6                 |
| Regno Unito       | 83                |
| Svezia            | 55                |

### Classifiche di fine anno
| Classifica (2022) | Posizione |
| ----------------- | --------- |
| Belgio (Fiandre)  | 97        |

## Date di pubblicazione
| Paese                 | Data           | Formato                      | Nota   |
| --------------------- | -------------- | ---------------------------- | ------ |
| Mondo                 | 28 aprile 2022 | Download digitale, streaming | [ 16 ] |
| Italia                | 29 aprile 2022 | Contemporary hit radio       | [ 17 ] |
| Stati Uniti d'America | 3 maggio 2022  | Contemporary hit radio       | [ 18 ] |
| Stati Uniti d'America | 6 maggio 2022  | Adult contemporary radio     | [ 19 ] |